# 공선택
공선택(孔善澤, 1975년 6월 18일 ~ )은 무에타이(태국어: มวยไทย)를 타이로부터 대한민국에 전파한, 한국 무에타이계의 원로 중 한 명이다.

## 활동
공선택은 김영현, 명현만, 임치빈, 신비 태웅 등 대한민국을 대표하는 입식타격기 선수들이 소속된 무에타이 수련관인 태웅회관의 설립자이며, 현재 대한민국 각지에 분포된 태웅회관의 회장직을 역임하고 있다.
그는 대한민국에서 무에타이가 킥복싱, 격투기 등과 혼용되던 시절인 1990년대에 무에타이에 대한 정의를 확립하여 타종목과의 완벽한 분리에 성공하였고, K-1, 슛 복싱, 룸삐니 스타디움 등의 대한민국 이외의 경기단체에 대한민국의 선수들을 파견하고, 남삭노이 윷타깜통, 부아카우 포블라믁(Buakaw Por. Pramuk), 카오클라이 카엔노르싱 등의 대한민국 이외의 선수들을 대한민국에 초청하여 경기를 주최하는 등 한국격투스포츠의 국제적인 교류에도 성공하였다. 현재는 WAKO KOREA 사단법인 대한킥복싱협회 사무총장으로 재직하고 있다.